# Tosacantha quadrimacula
Tosacantha quadrimacula là một loài bướm đêm trong họ Noctuidae.